# Сатлыков, Сатлык Байджанович
Сатлык Байджанович Сатлыков (туркм. Satlyk Satlykow) — туркменский государственный деятель. Заместитель Председателя Кабинета министров Туркмении в 2013—2017 годах.
С 1 декабря 2008 года работал заместителем председателя Комитет по Национальной туристической зоне «Аваза».
06.04.2009 — 09.07.2010 — Председатель Комитета по Национальной туристической зоне «Аваза».
09.07.2010 — 11.01.2013 — Хяким Балканского велаята.
11.01.2013 — 20.09.2013 — Министр коммунального хозяйства Туркменистана.
20.09.2013 — 13.01.2017 — Заместитель Председателя Кабинета министров Туркменистана по транспорту и связи.
13.01.2017 — 05.07.2018 — вновь занимал должность хякима Балканского велаята. Уволен на расширенном заседании правительства страны «за допущенные в работе недостатки» после критики президента Бердымухамедова.

## Награды и звания
- Медаль «За любовь к Отечеству» (2009)